# Wuppertal-Ronsdorf
Wuppertal-Ronsdorf – przystanek kolejowy w Wuppertalu-Ronsdorf, w kraju związkowym Nadrenia Północna-Westfalia, w Niemczech. Znajduje się tu 1 peron.